# ارتش هفتم ایالات متحده آمریکا
ارتش هفتم ایالات متحده یک ارتش میدانی زرهی از شاخه نیروی زمینی ایالات متحده است که از سال ۱۹۴۳ در خلال جنگ جهانی دوم فعالیت خود را آغاز کرد. این ارتش در جریان جنگ جهانی دوم توسط ژنرال جورج پتن فرماندهی می‌شد و عملیات مشعل، نبرد شمال آفریقا، نبرد تونس و تهاجم متفقین به سیسیل از جمله نبردهای مهم این ارتش بود.

## پس از جنگ جهانی دوم
این لشکر در مارس ۱۹۴۶ غیرفعال شد و دوباره در تاریخ ۲۴ نوامبر ۱۹۵۰ به عنوان متحد ارتش ایالات متحده اروپا با دفتر مرکزی در اشتوتگارت کار خود را آغاز کرد.